# 얀 크로스

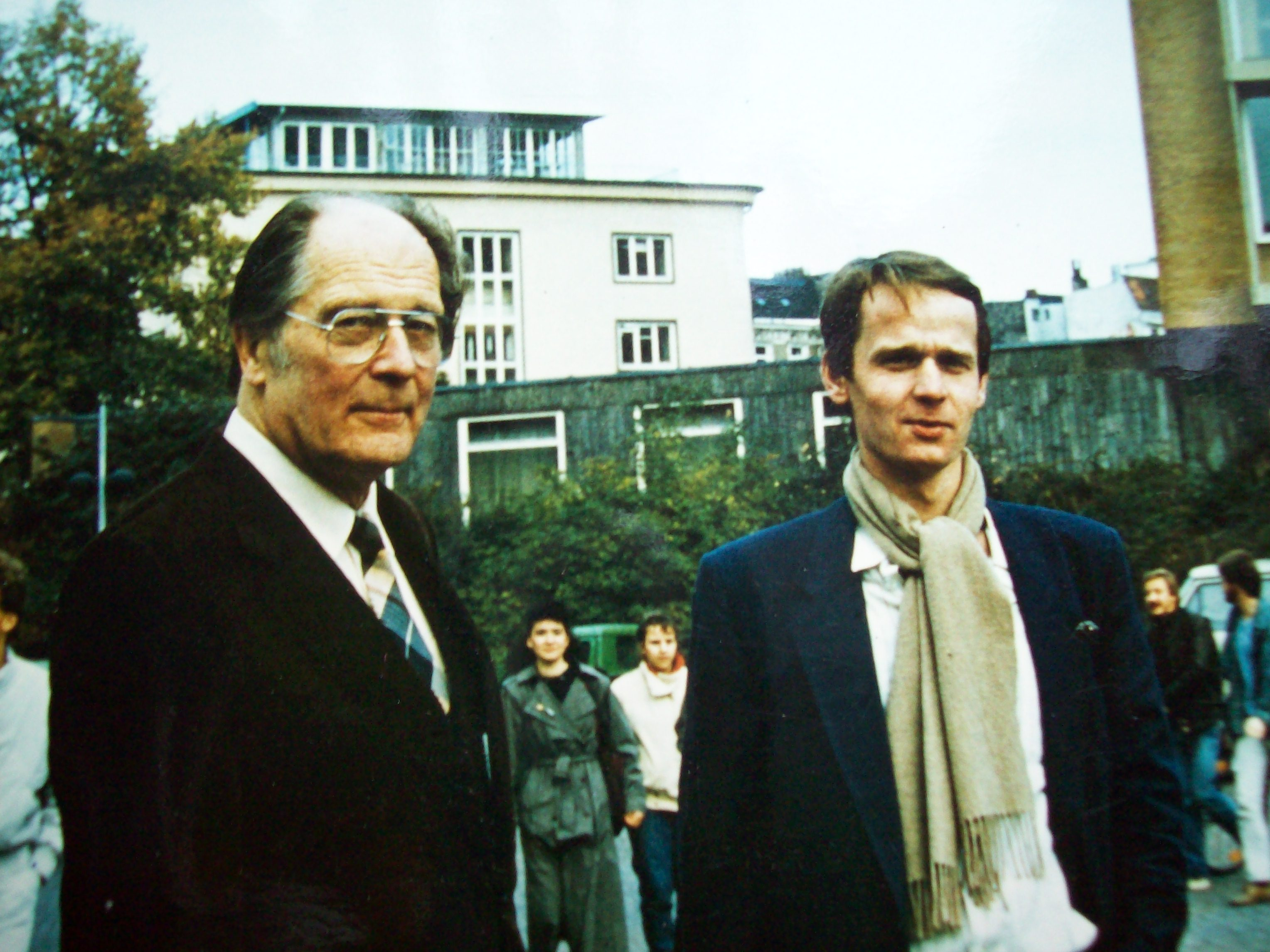
얀 크로스

얀 크로스(에스토니아어: Jaan Kross, 1920년 2월 19일 ~ 2007년 12월 27일)는 에스토니아의 작가이다.

## 생애

### 유년 시절
숙련된 금속 노동자의 아들로서 에스토니아의 탈린에서 태어난 얀 크로스는 야코브 베스트홀름 문법 학교(Jakob Westholm Grammar School)에서 공부한 뒤,타르투 대학교에 들어가서 법률을 공부한 뒤 졸업했다.(1938-1945) 그는 그곳에서 제자들에게 1946년까지 문학을 가르쳤으며, 교양과목의 교수로서 1998년까지 재직했다.
크로스가 20세가 된 1940년, 소비에트 연방은 발트3국(에스토니아, 라트비아와 리투아니아)을 침략하여 순식간에 점령해버린다. 또한 그들은 정부의 모든 인사를 시베리아로 보내버렸다. 그리고 1941년, 독일이 에스토니아를 침략해서 점령한다. 하지만 에스토니아인들은 독일이 러시아 공산주의자들(소련)에 나은 것은 없다는 것을 깨닫게 된다.